# Maryon Pittman Allen

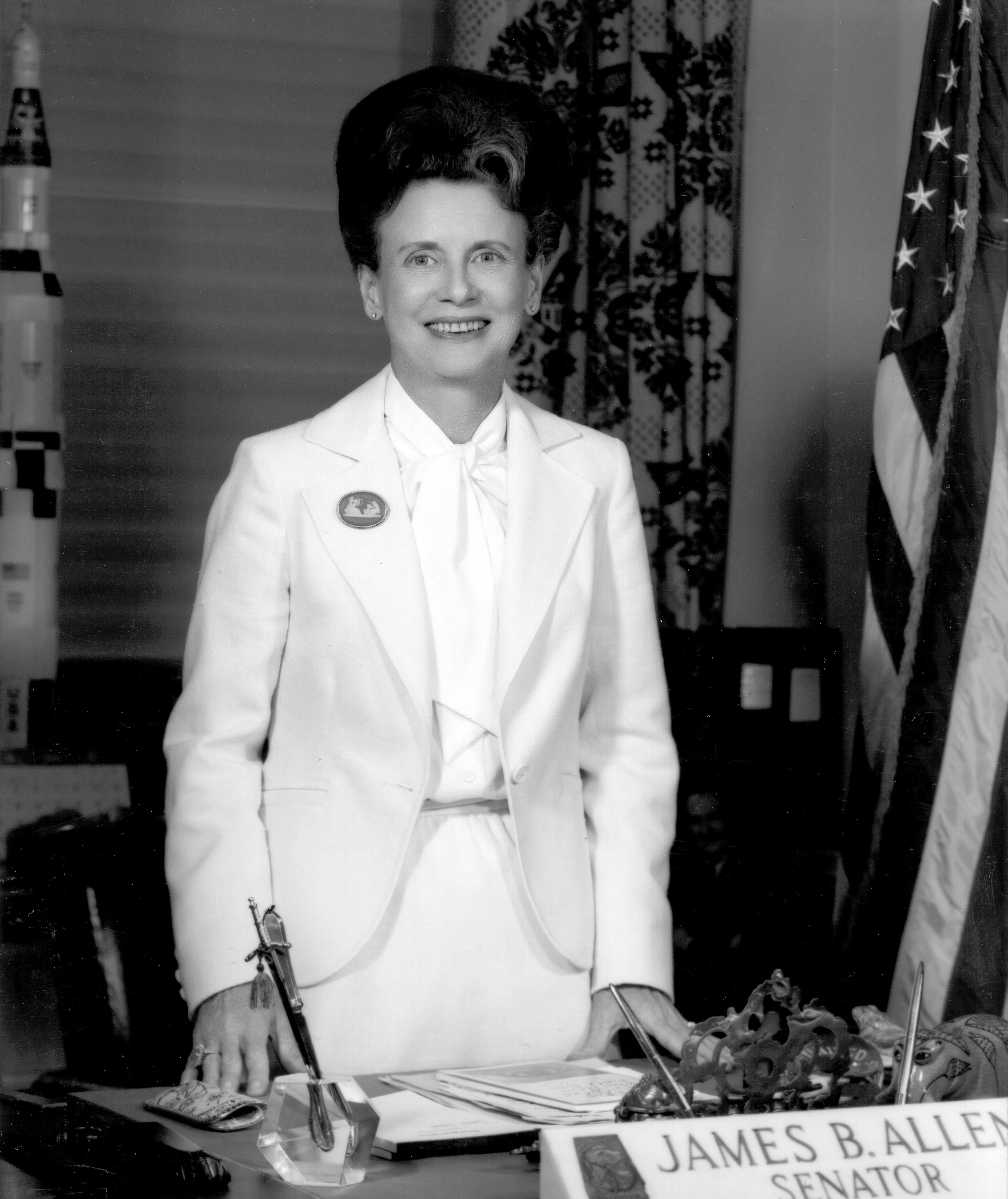
Maryon Pittman Allen

Maryon Pittman Allen (* 30. November 1925 in Meridian, Mississippi; † 23. Juli 2018 in Birmingham, Alabama) war eine US-amerikanische Journalistin und ehemalige demokratische Senatorin der Vereinigten Staaten aus dem Bundesstaat Alabama.

## Biografie
1925 in Mississippi geboren, wuchs Allen ab dem ersten Lebensjahr in Alabama auf, wo sie öffentliche Schulen besuchte. Nachdem sie an der University of Alabama studiert hatte, begann sie als Journalistin, Redakteurin, Autorin und Lektorin bei verschiedenen Zeitungen zu arbeiten. Unter Präsident Gerald Ford war Allen 1974 Vorsitzende einer Kommission, die das Blair House, den Amtssitz von Präsident Harry S. Truman, renovierte.
Durch ihren Mann, den Senator Class 3 James Browning Allen, kam Allen mit der Politik in Berührung. Allen, der zwischen 1969 und 1978 das Amt innehatte, starb am 1. Juni 1978 im Amt, woraufhin seine Witwe am 6. Juni 1978 zunächst vereidigt wurde und zwei Tage später, am 8. Juni 1978, seine Amtsgeschäfte übernahm. Nach fünf Monaten, am 7. November 1978, ging der Senatsposten an Donald W. Stewart. 1981 versuchte Allen erneut, Senatorin zu werden – dieses Mal mit Hilfe einer Wahl, doch die zu geringe Anzahl an Stimmen verhinderte die Nominierung. Zwischen 1978 und 1981 war Allen für die Washington Post als Kolumnistin tätig; später übernahm sie die Leitung einer PR-Firma in Birmingham.